# Canale di Curzola
Il canale di Curzola (in croato Korčulanski kanal) è il braccio di mare Adriatico che divide le isole di Lesina e Curzola, in Croazia.

## Geografia
L'inizio occidentale del canale è indicativamente la linea immaginaria che collega il villaggio di Milna, che si trova sulla parte occidentale della costa sud di Lesina (43°09′43″N 16°29′10″E), all'isola di Provescia (a ovest di Curzola). Il limite nord è quindi la costa di Lesina fino a valle Smrska (uvala Smrska, 43°07′06″N 16°58′48″E), dove la linea immaginaria che collega valle Smrska a punta Gomena (rt Lovišće o Lovište), l'estremità nord-occidentale della penisola di Sabbioncello, segna la fine del canale di Curzola e l'inizio del canale della Narenta. Il limite meridionale del canale di Curzola è dato dalla costa nord dell'omonima isola.
Incontrando la penisola di Sabbioncello, le cui estremità occidentali sono punta Gomena e punta Ozit o Ossizza (rt Osičac), il canale di Curzola si divide in canale della Narenta (a nord) e canale di Sabbioncello (che scende a sud-est). L'inizio del canale di Sabbioncello è la linea che congiunge punta Ozit a porto Raciste (luka Račišće), a nord di Curzola.

## Isole del canale
- Scogli Bacili (Lukavci), a sud di Lesina e a ovest di Torcola.
- Torcola  (Šćedro), a sud di Lesina.
- Planchetta (Pločica), tra Lesina e Curzola.

Adiacenti a Curzola:
- Provescia (Proizd), a ovest.
- Scogli Bacili (hrid Prvi e hrid Izvanjski), a nord-est di Provescia.
- scoglio del Grego[13], Gorcik[6] o Vorcich[14] (hrid Gorčik o Grčik), a nord del promontorio nord-ovest di Curzola (Privala) dista 350 m[15] dalla sua costa; ha un'area di 9810 m²[16], la costa lunga 381 m[16] e l'altezza è di 7 m[15] 42°59′35″N 16°39′00″E.
- scogli Stinive[17] o Stinina[6] (Stinjive) a ovest di punta Stiniva[14] (rt Stiniva) e nella valle omonima, sono due scogli vicini alla costa: quello occidentale (Stnjiva-zapad) ha un'area di 1322 m²[16] (42°59′24″N 16°43′04″E); quello orientale (Stnjiva-istok) di 1408 m²[16] (42°59′22″N 16°43′18″E).
- scogli Prigradizza[18], Prigadizza[6], Otprigadizza[14] o Zaplovac[19] (hridi Naplovci), due piccoli scogli a est dell'abitato di Prigradizza (Prigradica) e della piccola baia omonima[18], a 350 m dalla costa. Lo scoglio occidentale (Naplovac-zapad[16]) ha una superficie di 4525 m²[16] e la costa lunga 272 m[16] (42°58′03″N 16°49′31″E). Quello orientale (Naplovac-istok[16]) ha una superficie di 3028 m²[16] 42°58′00″N 16°49′46″E.
- scoglio Blaccia[20] o Blatazza[14] (hrid Blaca) a 150 m dall'omonima punta Blaca; ha una superficie di 4587 m²[16] e la costa lunga 283 m[16]. Sullo scoglio c'è un segnale luminoso 42°57′41″N 16°51′49″E.

### Cartografia
- (HR) Mappa topografica della Croazia 1:25000, su preglednik.arkod.hr. URL consultato il 13 settembre 2017.
- G. Giani, Carta prospettiva delle Comuni censuarie della Dalmazia, foglio 9, 1839. Fondo Miscellanea cartografica catastale, Archivio di Stato di Trieste.
- Carta di cabottaggio del mare Adriatico, foglio IX, Milano, Istituto geografico militare, 1822-1824. URL consultato il 19 marzo 2021 (archiviato dall'url originale il 13 aprile 2013).